# Melbourne Symphony Orchestra

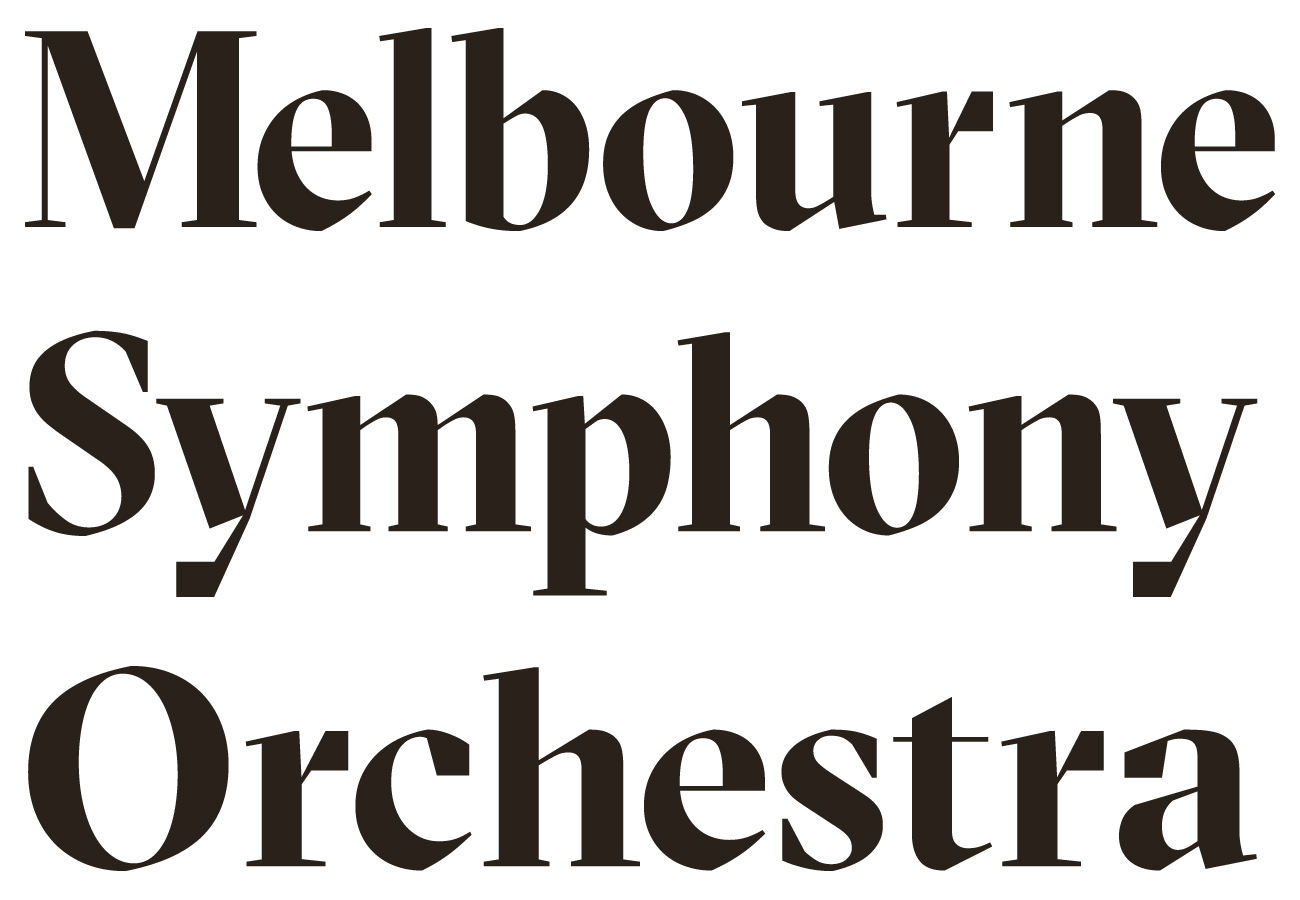
Logo

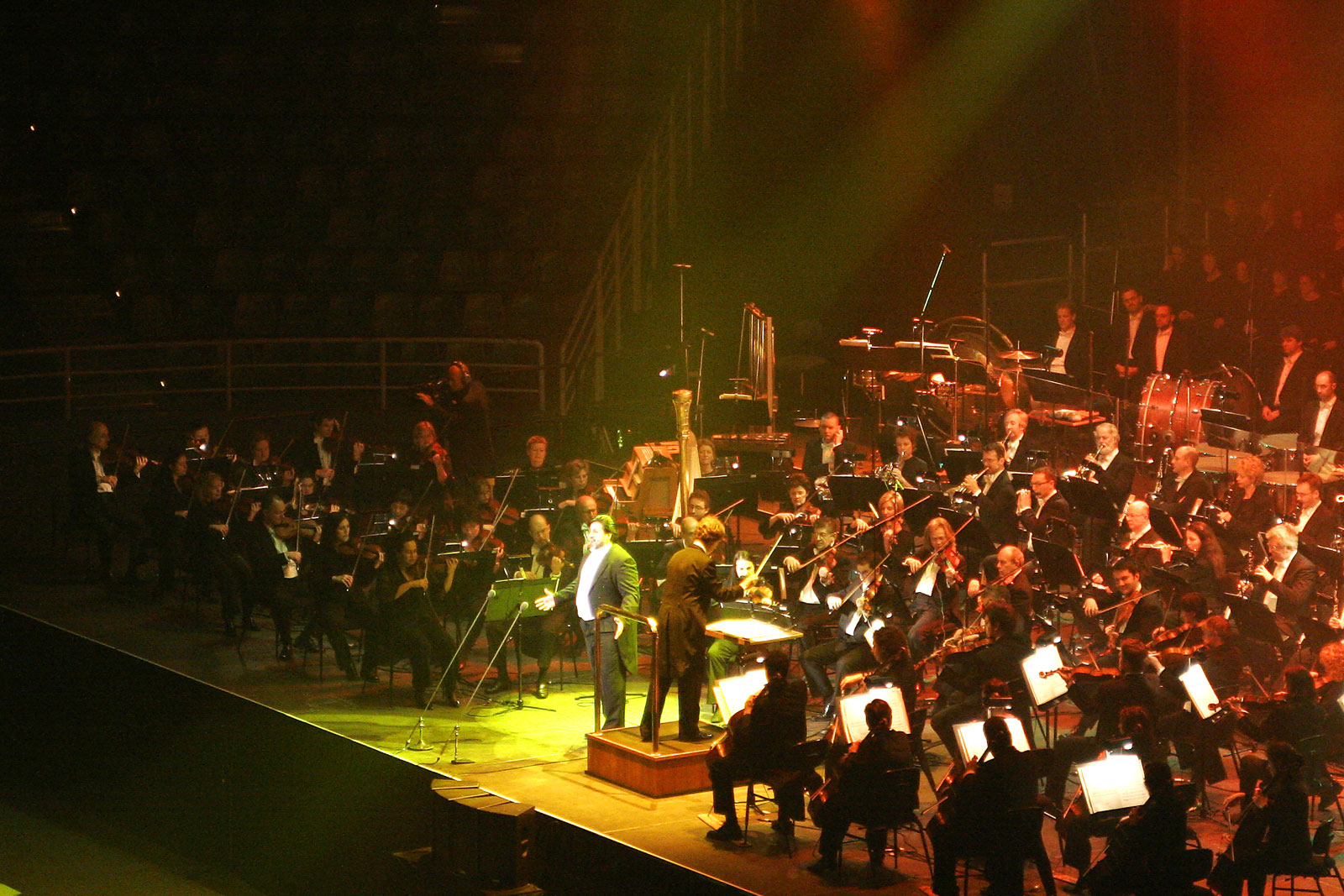
Melbourne Symphony Orchestra (2005)

Das Melbourne Symphony Orchestra (MSO) ist ein australisches Sinfonieorchester, das 1906 in Melbourne gegründet wurde.
In diesem Orchester spielen insgesamt rund 100 Musiker.

## Chefdirigenten
Chefdirigent war von 2013 bis Dezember 2019 Sir Andrew Davis, der dem Orchester als Conductor Laureate weiter verpflichtet bleibt. Seit Anfang 2020 ist Benjamin Northey Principal Conductor in Residence.
| - 1906–1927 Alberto Zelman () - 1927–1932 Fritz Hart () - 1932–1937 Fritz Hart () und Bernard Heinze () - 1937–1950 Bernard Heinze; seit 1949 „Sir“ () - 1950–1951 Alceo Galliera () - 1952–1953 Juan José Castro () - 1953–1955 Walter Susskind (/) - 1956–1959 Kurt Wöss () | - 1960–1965 Georges Tzipine () - 1967–1970 Willem van Otterloo () - 1971–1972 Fritz Rieger () - 1974–1997 Hiroyuki Iwaki () - 1998–2004 Markus Stenz () - 2005–2009 Oleg Caetani () - 2009–2012 Tadaaki Otaka (/) - 2013–2019 Sir Andrew Davis () |